# منفرزة
| الإفراز الخارجي                                 |
| فارزة أو ناتح - بواسطة الإخراج الخلوي           |
| مفترزة – بواسطة تبرعم الغشاء (ضياع السيتوبلازم) |
| منفرزة – بواسطة تمزق الغشاء                     |

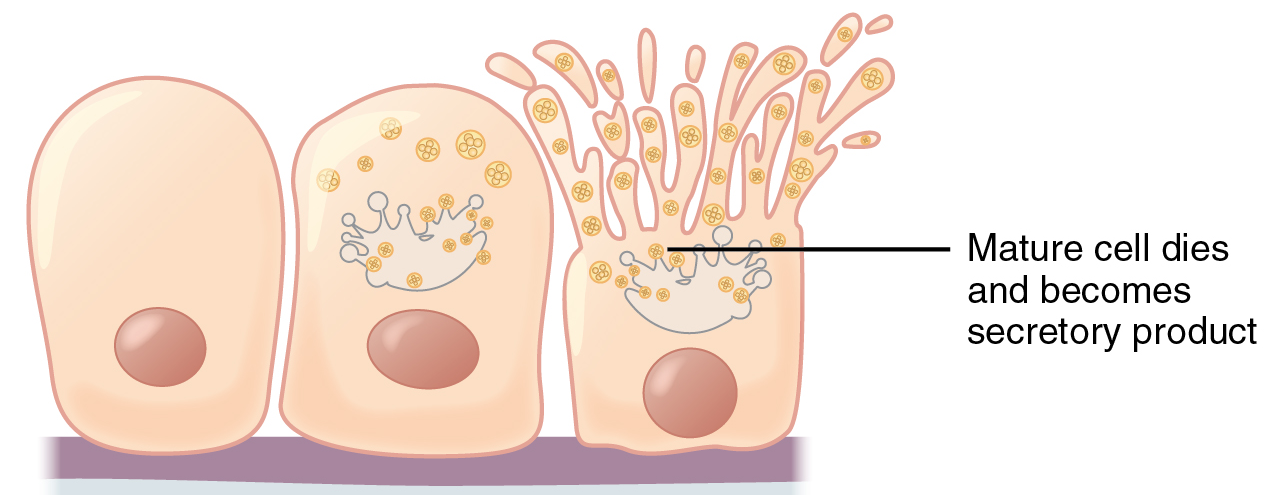
إفراز الهولوكرين

المنفرزة (Holocrine) هو مصطلح يستخدم لتصنيف طريقة الإفراز في الغدد خارجية الإفراز عند دراسة علم الأنسجة. وتصب الإفرازات المنفرزة في هيولي الخلية وتنطلق بتمزق الغشاء الخلوي، حيث تُدمر الخلية ويتسبب هذا في إفراز نواتج في اللمعة.
والإفرازات المنفرزة هي أخطر أنواع الإفرازات، وتكون الغدة الفارزة هي أقلها فتكًا في حين تكون الغدة المفترَزَة في درجة متوسطة.
ومن أمثلة الغدد المنفرزة: الغدة الزهمية الموجودة تحت الجلد وغدة ميبوميوس الموجودة عند الجفن. والغدة الزهمية من الغدد المنفرزة لأن إفرازها (الزهم) يخرج معه بقايا الخلايا الميتة.

## وصلات خارجية
- Diagram at uwa.edu.au